# ماتي سيفا
ماتي سيفا هو لاعب كرة قدم سلوفاكي في مركز ظهير ‏، ولد في 10 أكتوبر 1984 في مارتن في سلوفاكيا. لعب مع نادي تيبليتسه ونادي روجومبيروك ونادي سبارتاك ترنافا ونادي سبارتاك ميافا.

## وصلات خارجية
- ماتي سيفا على موقع قاعدة بيانات كرة القدم.إي يو (الإنجليزية)
- ماتي سيفا على موقع Soccerway.com (الإنجليزية)